# Charles Herzfeld
Pour les articles homonymes, voir Herzfeld.
Charles Herzfeld est un ingénieur américain en informatique, qui fut un des pionniers d'Internet.

## Biographie
Né à Vienne, en Autriche, Charles Herzfeld est le neveu de Carl Ferdinand Herzfeld, célèbre chimiste et physicien. Après la prise de l'Autriche par les Nazis, la famille fuit dans d'autres pays d' Europe puis aux États-Unis, où il acquiert la nationalité américaine à la fin des années 1940. 
Diplômé de physique chimie de l'Université de Chicago en 1951, il suit un cours de John von Neumann sur les ordinateurs, qui l'influence. Il commence à travailler comme physicien, de 1951 à 1953, au Ballistic Research Laboratory d'Aberdeen, dans le Maryland, puis de 1953 à 1955 au Naval Research Laboratory de Washington, D.C. 
Il entre à la DARPA en 1961 et y dirige le "Ballistic Missile Defense Program" de 1961 à 1963, puis devient directeur adjoint de 1963 à 1965, puis directeur de juin 1965 à mars 1967.
Dès février 1966, Robert Taylor, qui succède à Joseph Carl Robnett Licklider, parti au MIT, le convainc de financer un programme sur les réseaux et d'embaucher Lawrence Roberts (scientifique), du Lincoln Laboratory, pour en être le premier directeur de programme. Un budget d'un million de dollars est alloué pour que l'IPTO développe le projet de création d'un réseau informatique délocalisé.
Après avoir quitté la ARPA en 1967, Charles Herzfeld travaille pour de nombreuses sociétés, comme ITT Corporation (où il est vice-président et directeur de la Technologie), de 1967 à 1985.